# Pandémie de Covid-19 aux Pays-Bas
La pandémie de Covid-19 aux Pays-Bas se propage à partir du 27 février 2020, lorsque le premier cas est confirmé à Tilbourg. Un premier décès survient le 6 mars à Rotterdam.

## Mesures gouvernementales
Le premier ministre Mark Rutte envisage dans un premier temps une stratégie d'immunité collective, expliquant s’attendre à ce que 60 % de la population des Pays-Bas soit infectée à terme. 
Le 16 mars, les Pays-Bas ferment toutes leurs écoles, garderies, bars, restaurants, clubs de sports, maisons closes et coffee shops. Trois jours plus tard, Bruno Bruins, ministre des Soins médicaux au sein du cabinet Rutte III, présente sa démission, se disant épuisé par la gestion de crise, après avoir fait un malaise au Parlement. Il est remplacé par Martin van Rijn (en), mais c'est surtout Hugo de Jonge qui est chargé de gérer la crise. Le 24 mars, les casinos sont également fermés. Tous les rassemblements publics à l'exception des mariages et des funérailles sont interdits. Les habitants sont priés de respecter une distance de 1,5 m.
À la suite de la fermeture des écoles, il est également annoncé que les examens de fin d'études sont annulés. Au 22 mars 2020, le bilan aux Pays-Bas est de 4 204 cas, dont 179 morts pour 17 millions d'habitants. Au 1er avril, ces chiffres augmentent fortement : 13 614 cas, dont 1 173 morts. Le même jour, face aux critiques, la menace croissante et le nombre de morts qui atteint presque 10 % des cas détectés, les autorités « adaptent » leur politique d'immunité de groupe mise en échec et décident de durcir et prolonger les mesures de fermetures de certains commerces et institutions,.
Des dizaines de milliers de visons sont abattus début juillet à la suite de la découverte de cas de contamination dans plusieurs élevages. Plus de 2,7 millions de ces animaux sont finalement tués dans 110 fermes intensives. Alors que la crise sanitaire prend des proportions de plus en plus inquiétantes en septembre 2020, les Pays-Bas deviennent le troisième pays d'Europe le plus touché rapporté au nombre d'habitants. Le premier ministre Rutte décide ainsi de rentrer pour la première fois dans un « confinement partiel » avec l'imposition du masque dans tous les lieux publics clos à partir de l'âge de 13 ans, la fermeture des bars et restaurants pour un mois, et l'interdiction de la vente d'alcool et de cannabis à partir de 20h.
Le 19 décembre 2021, un confinement a été mis en place jusqu'au 14 janvier. 

### Vaccination
En novembre 2021, 82% des Néerlandais âgés de plus de 12 ans sont entièrement vaccinés.

## Manifestations

### Janvier 2021
Des manifestations contre les mesures de couvre-feu se produisent en janvier 2021, donnant lieu à une répression policière, à des scènes de pillage et à l'incendie d'un centre de dépistage. Les manifestants, issus de formations d’extrême droite pour certains et citoyens ordinaires pour d'autres, dénoncent la restriction des libertés. Les décisions contradictoires du gouvernement ont également entamé son crédit. 
Dans un contexte de campagne électorale, — des élections législatives devant se tenir en mars — le dirigeant d'extrême droite Geert Wilders fustige la politique sanitaire du gouvernement et met en cause l'immigration. Commentant, sur les réseaux sociaux, les images d’incendie et de saccage des magasins, il conclut : « La racaille – souvent immigrée – détruit notre pays  », avant d’appeler au déploiement de l'armée pour parer à la « guerre civile  ». Le mouvement islamophobe Pegida a aussi gagné en visibilité au cours des manifestations. 
Le maire d'Eindhoven, John Jorritsma, issu du VVD au pouvoir (droite libérale), a dénoncé les manifestants comme la « lie de la société  ». Le ministre des Finances, Wopke Hoekstra, évoque pour sa part de la « racaille ».
Le 16 février 2021, un tribunal de La Haye statue que le gouvernement néerlandais doit mettre fin au couvre-feu en vigueur, une mesure de lutte contre le Covid-19 qui avait conduit à de violentes émeutes dans le pays. Le gouvernement néerlandais avait annoncé début février prolonger le couvre-feu national, en vigueur de 21 h à 4 h 30 depuis le 23 janvier 2021 jusqu'au 2 mars 2021. Selon un juge de première instance, la loi spéciale sur laquelle s'est basée le gouvernement pour imposer un couvre-feu est prévue pour des « circonstances très urgentes et exceptionnelles » et que l'introduction du couvre-feu n'impliquait pas l'urgence particulière requise.

### Novembre 2021
Le 19 novembre, face à une manifestation à Rotterdam contre le passe sanitaire ayant tournée à l’émeute, la police ouvre le feu à balles réelles sur les participants, blessant au moins six personnes.

### 2022
En janvier 2022, des milliers de manifestants dénoncent les restrictions anti-Covid.

## Chronologie

Nombre de cas (bleu) et nombre de morts (rouge) en échelle logarithmique.

| \| Cas de COVID-19 aux Pays-Bas (augmentation journalière en %) \| Cas de COVID-19 aux Pays-Bas (augmentation journalière en %) \| Cas de COVID-19 aux Pays-Bas (augmentation journalière en %) \| Cas de COVID-19 aux Pays-Bas (augmentation journalière en %) \| Cas de COVID-19 aux Pays-Bas (augmentation journalière en %) \| \| ------------------------------------------------------------------------------------------------------------------------------------------------------------------------ \| ------------------------------------------------------------ \| ------------------------------------------------------------ \| ------------------------------------------------------------ \| ------------------------------------------------------------ \| \| Date \| \| \| Nombre de cas \| \| \| 27 février 2020 \| 27 février 2020 \| \| 1 () \| 1 () \| \| 28 février 2020 \| 28 février 2020 \| \| 2 (+100%) \| 2 (+100%) \| \| 29 février 2020 \| 29 février 2020 \| \| 6 (+200%) \| 6 (+200%) \| \| 1er mars 2020 \| 1er mars 2020 \| \| 9 (+50%) \| 9 (+50%) \| \| 2 mars 2020 \| 2 mars 2020 \| \| 19 (+111%) \| 19 (+111%) \| \| 3 mars 2020 \| 3 mars 2020 \| \| 24 (+26%) \| 24 (+26%) \| \| 4 mars 2020 \| 4 mars 2020 \| \| 38 (+58%) \| 38 (+58%) \| \| 5 mars 2020 \| 5 mars 2020 \| \| 82 (+116%) \| 82 (+116%) \| \| 6 mars 2020 \| 1† \| \| 128 (+56%) \| 128 (+56%) \| \| 7 mars 2020 \| 1† \| \| 188 (+47%) \| 188 (+47%) \| \| 8 mars 2020 \| 3† \| \| 264 (+40%) \| 264 (+40%) \| \| 9 mars 2020 \| 4† \| \| 321 (+22%) \| 321 (+22%) \| \| 10 mars 2020 \| 4† \| \| 382 (+19%) \| 382 (+19%) \| \| 11 mars 2020 \| 5† \| \| 503 (+32%) \| 503 (+32%) \| \| 12 mars 2020 \| 5† \| \| 614 (+22%) \| 614 (+22%) \| \| 13 mars 2020 \| 10† \| \| 804 (+31%) \| 804 (+31%) \| \| 14 mars 2020 \| 12† \| \| 959 (+19%) \| 959 (+19%) \| \| 15 mars 2020 \| 20† \| \| 1 135 (+18%) \| 1 135 (+18%) \| \| 16 mars 2020 \| 24† \| \| 1 413 (+24%) \| 1 413 (+24%) \| \| 17 mars 2020 \| 43† \| \| 1 705 (+21%) \| 1 705 (+21%) \| \| 18 mars 2020 \| 58† \| \| 2 051 (+20%) \| 2 051 (+20%) \| \| 19 mars 2020 \| 76† \| \| 2 460 (+20%) \| 2 460 (+20%) \| \| 20 mars 2020 \| 106† \| \| 2 994 (+22%) \| 2 994 (+22%) \| \| 21 mars 2020 \| 136† \| \| 3 631 (+21%) \| 3 631 (+21%) \| \| 22 mars 2020 \| 179† \| \| 4 204 (+16%) \| 4 204 (+16%) \| \| 23 mars 2020 \| 213† \| \| 4 749 (+13%) \| 4 749 (+13%) \| \| 24 mars 2020 \| 276† \| \| 5 560 (+17%) \| 5 560 (+17%) \| \| 25 mars 2020 \| 356† \| \| 6 412 (+15%) \| 6 412 (+15%) \| \| 26 mars 2020 \| 434† \| \| 7 431 (+16%) \| 7 431 (+16%) \| \| 27 mars 2020 \| 546† \| \| 8 603 (+16%) \| 8 603 (+16%) \| \| 28 mars 2020 \| 639† \| \| 9 762 (+13%) \| 9 762 (+13%) \| \| 29 mars 2020 \| 771 † \| \| 10 866 (+11%) \| 10 866 (+11%) \| \| 30 mars 2020 \| 864 † \| \| 11 750 (+8%) \| 11 750 (+8%) \| \| 31 mars 2020 \| 1 039† \| \| 12 595 (+7%) \| 12 595 (+7%) \| \| 1er avril 2020 \| 1 173† \| \| 13 614 (+8%) \| 13 614 (+8%) \| \| 2 avril 2020 \| 1 339† \| \| 14 697 (+8%) \| 14 697 (+8%) \| \| 3 avril 2020 \| 1 487† \| \| 15 723 (+7%) \| 15 723 (+7%) \| \| 4 avril 2020 \| 1 651† \| \| 16 627 (+6%) \| 16 627 (+6%) \| \| 5 avril 2020 \| 1 766† \| \| 17 851 (+7%) \| 17 851 (+7%) \| \| 6 avril 2020 \| 1 867† \| \| 18 803 (+5%) \| 18 803 (+5%) \| \| 7 avril 2020 \| 2 101† \| \| 19 580 (+4%) \| 19 580 (+4%) \| \| 8 avril 2020 \| 2 248† \| \| 20 549 (+5%) \| 20 549 (+5%) \| \| 9 avril 2020 \| 2 396† \| \| 21 762 (+6%) \| 21 762 (+6%) \| \| 10 avril 2020 \| 2 511† \| \| 23 097 (+6%) \| 23 097 (+6%) \| \| 11 avril 2020 \| 2 643† \| \| 24 413 (+6%) \| 24 413 (+6%) \| \| 12 avril 2020 \| 2 737† \| \| 25 587 (+5%) \| 25 587 (+5%) \| \| 13 avril 2020 \| 2 823† \| \| 26 551 (+4%) \| 26 551 (+4%) \| \| 14 avril 2020 \| 2 945† \| \| 27 419 (+3%) \| 27 419 (+3%) \| \| 15 avril 2020 \| 3 134† \| \| 28 153 (+3%) \| 28 153 (+3%) \| \| 16 avril 2020 \| 3 315† \| \| 29 214 (+4%) \| 29 214 (+4%) \| \| 17 avril 2020 \| 3 459† \| \| 30 449 (+4%) \| 30 449 (+4%) \| \| 18 avril 2020 \| 3 601† \| \| 31 589 (+4%) \| 31 589 (+4%) \| \| 19 avril 2020 \| 3 684† \| \| 32 655 (+3%) \| 32 655 (+3%) \| \| 20 avril 2020 \| 3 751† \| \| 33 405 (+2%) \| 33 405 (+2%) \| \| 21 avril 2020 \| 3 916† \| \| 34 134 (+2%) \| 34 134 (+2%) \| \| 22 avril 2020 \| 4 054† \| \| 34 842 (+2%) \| 34 842 (+2%) \| \| 23 avril 2020 \| 4 177† \| \| 35 729 (+3%) \| 35 729 (+3%) \| \| 24 avril 2020 \| 4 289† \| \| 36 535 (+2%) \| 36 535 (+2%) \| \| 25 avril 2020 \| 4 409† \| \| 37 190 (+2%) \| 37 190 (+2%) \| \| 26 avril 2020 \| 4 475† \| \| 37 845 (+2%) \| 37 845 (+2%) \| \| 27 avril 2020 \| 4 518† \| \| 38 245 (+1%) \| 38 245 (+1%) \| \| 28 avril 2020 \| 4 566† \| \| 38 416 (+0%) \| 38 416 (+0%) \| \| 29 avril 2020 \| 4 711† \| \| 38 802 (+1%) \| 38 802 (+1%) \| \| 30 avril 2020 \| 4 795† \| \| 39 316 (+1%) \| 39 316 (+1%) \| \| 1er mai 2020 \| 4 893† \| \| 39 791 (+1%) \| 39 791 (+1%) \| \| 2 mai 2020 \| 4 987† \| \| 40 236 (+1%) \| 40 236 (+1%) \| \| 3 mai 2020 \| 5 056† \| \| 40 571 (+1%) \| 40 571 (+1%) \| \| 4 mai 2020 \| 5 082† \| \| 40 770 (+0%) \| 40 770 (+0%) \| \| 5 mai 2020 \| 5 168† \| \| 41 087 (+1%) \| 41 087 (+1%) \| \| 6 mai 2020 \| 5 204† \| \| 41 319 (+1%) \| 41 319 (+1%) \| \| 7 mai 2020 \| 5 288† \| \| 41 774 (+1%) \| 41 774 (+1%) \| \| 8 mai 2020 \| 5 359† \| \| 42 093 (+1%) \| 42 093 (+1%) \| \| - Sources : Rijksinstituut voor Volksgezondheid en Milieu * Nombre total de cas : morts, guéris et malades ; augmentation journalière en pourcentage. † Nombre de morts. \| \| \| \| \| |                 |  |               |               |
| Cas de COVID-19 aux Pays-Bas (augmentation journalière en %) |                 |  |               |               |
| Date |                 |  | Nombre de cas |               |
| 27 février 2020 | 27 février 2020 |  | 1 ()          | 1 ()          |
| 28 février 2020 | 28 février 2020 |  | 2 (+100%)     | 2 (+100%)     |
| 29 février 2020 | 29 février 2020 |  | 6 (+200%)     | 6 (+200%)     |
| 1er mars 2020 | 1er mars 2020   |  | 9 (+50%)      | 9 (+50%)      |
| 2 mars 2020 | 2 mars 2020     |  | 19 (+111%)    | 19 (+111%)    |
| 3 mars 2020 | 3 mars 2020     |  | 24 (+26%)     | 24 (+26%)     |
| 4 mars 2020 | 4 mars 2020     |  | 38 (+58%)     | 38 (+58%)     |
| 5 mars 2020 | 5 mars 2020     |  | 82 (+116%)    | 82 (+116%)    |
| 6 mars 2020 | 1†              |  | 128 (+56%)    | 128 (+56%)    |
| 7 mars 2020 | 1†              |  | 188 (+47%)    | 188 (+47%)    |
| 8 mars 2020 | 3†              |  | 264 (+40%)    | 264 (+40%)    |
| 9 mars 2020 | 4†              |  | 321 (+22%)    | 321 (+22%)    |
| 10 mars 2020 | 4†              |  | 382 (+19%)    | 382 (+19%)    |
| 11 mars 2020 | 5†              |  | 503 (+32%)    | 503 (+32%)    |
| 12 mars 2020 | 5†              |  | 614 (+22%)    | 614 (+22%)    |
| 13 mars 2020 | 10†             |  | 804 (+31%)    | 804 (+31%)    |
| 14 mars 2020 | 12†             |  | 959 (+19%)    | 959 (+19%)    |
| 15 mars 2020 | 20†             |  | 1 135 (+18%)  | 1 135 (+18%)  |
| 16 mars 2020 | 24†             |  | 1 413 (+24%)  | 1 413 (+24%)  |
| 17 mars 2020 | 43†             |  | 1 705 (+21%)  | 1 705 (+21%)  |
| 18 mars 2020 | 58†             |  | 2 051 (+20%)  | 2 051 (+20%)  |
| 19 mars 2020 | 76†             |  | 2 460 (+20%)  | 2 460 (+20%)  |
| 20 mars 2020 | 106†            |  | 2 994 (+22%)  | 2 994 (+22%)  |
| 21 mars 2020 | 136†            |  | 3 631 (+21%)  | 3 631 (+21%)  |
| 22 mars 2020 | 179†            |  | 4 204 (+16%)  | 4 204 (+16%)  |
| 23 mars 2020 | 213†            |  | 4 749 (+13%)  | 4 749 (+13%)  |
| 24 mars 2020 | 276†            |  | 5 560 (+17%)  | 5 560 (+17%)  |
| 25 mars 2020 | 356†            |  | 6 412 (+15%)  | 6 412 (+15%)  |
| 26 mars 2020 | 434†            |  | 7 431 (+16%)  | 7 431 (+16%)  |
| 27 mars 2020 | 546†            |  | 8 603 (+16%)  | 8 603 (+16%)  |
| 28 mars 2020 | 639†            |  | 9 762 (+13%)  | 9 762 (+13%)  |
| 29 mars 2020 | 771 †           |  | 10 866 (+11%) | 10 866 (+11%) |
| 30 mars 2020 | 864 †           |  | 11 750 (+8%)  | 11 750 (+8%)  |
| 31 mars 2020 | 1 039†          |  | 12 595 (+7%)  | 12 595 (+7%)  |
| 1er avril 2020 | 1 173†          |  | 13 614 (+8%)  | 13 614 (+8%)  |
| 2 avril 2020 | 1 339†          |  | 14 697 (+8%)  | 14 697 (+8%)  |
| 3 avril 2020 | 1 487†          |  | 15 723 (+7%)  | 15 723 (+7%)  |
| 4 avril 2020 | 1 651†          |  | 16 627 (+6%)  | 16 627 (+6%)  |
| 5 avril 2020 | 1 766†          |  | 17 851 (+7%)  | 17 851 (+7%)  |
| 6 avril 2020 | 1 867†          |  | 18 803 (+5%)  | 18 803 (+5%)  |
| 7 avril 2020 | 2 101†          |  | 19 580 (+4%)  | 19 580 (+4%)  |
| 8 avril 2020 | 2 248†          |  | 20 549 (+5%)  | 20 549 (+5%)  |
| 9 avril 2020 | 2 396†          |  | 21 762 (+6%)  | 21 762 (+6%)  |
| 10 avril 2020 | 2 511†          |  | 23 097 (+6%)  | 23 097 (+6%)  |
| 11 avril 2020 | 2 643†          |  | 24 413 (+6%)  | 24 413 (+6%)  |
| 12 avril 2020 | 2 737†          |  | 25 587 (+5%)  | 25 587 (+5%)  |
| 13 avril 2020 | 2 823†          |  | 26 551 (+4%)  | 26 551 (+4%)  |
| 14 avril 2020 | 2 945†          |  | 27 419 (+3%)  | 27 419 (+3%)  |
| 15 avril 2020 | 3 134†          |  | 28 153 (+3%)  | 28 153 (+3%)  |
| 16 avril 2020 | 3 315†          |  | 29 214 (+4%)  | 29 214 (+4%)  |
| 17 avril 2020 | 3 459†          |  | 30 449 (+4%)  | 30 449 (+4%)  |
| 18 avril 2020 | 3 601†          |  | 31 589 (+4%)  | 31 589 (+4%)  |
| 19 avril 2020 | 3 684†          |  | 32 655 (+3%)  | 32 655 (+3%)  |
| 20 avril 2020 | 3 751†          |  | 33 405 (+2%)  | 33 405 (+2%)  |
| 21 avril 2020 | 3 916†          |  | 34 134 (+2%)  | 34 134 (+2%)  |
| 22 avril 2020 | 4 054†          |  | 34 842 (+2%)  | 34 842 (+2%)  |
| 23 avril 2020 | 4 177†          |  | 35 729 (+3%)  | 35 729 (+3%)  |
| 24 avril 2020 | 4 289†          |  | 36 535 (+2%)  | 36 535 (+2%)  |
| 25 avril 2020 | 4 409†          |  | 37 190 (+2%)  | 37 190 (+2%)  |
| 26 avril 2020 | 4 475†          |  | 37 845 (+2%)  | 37 845 (+2%)  |
| 27 avril 2020 | 4 518†          |  | 38 245 (+1%)  | 38 245 (+1%)  |
| 28 avril 2020 | 4 566†          |  | 38 416 (+0%)  | 38 416 (+0%)  |
| 29 avril 2020 | 4 711†          |  | 38 802 (+1%)  | 38 802 (+1%)  |
| 30 avril 2020 | 4 795†          |  | 39 316 (+1%)  | 39 316 (+1%)  |
| 1er mai 2020 | 4 893†          |  | 39 791 (+1%)  | 39 791 (+1%)  |
| 2 mai 2020 | 4 987†          |  | 40 236 (+1%)  | 40 236 (+1%)  |
| 3 mai 2020 | 5 056†          |  | 40 571 (+1%)  | 40 571 (+1%)  |
| 4 mai 2020 | 5 082†          |  | 40 770 (+0%)  | 40 770 (+0%)  |
| 5 mai 2020 | 5 168†          |  | 41 087 (+1%)  | 41 087 (+1%)  |
| 6 mai 2020 | 5 204†          |  | 41 319 (+1%)  | 41 319 (+1%)  |
| 7 mai 2020 | 5 288†          |  | 41 774 (+1%)  | 41 774 (+1%)  |
| 8 mai 2020 | 5 359†          |  | 42 093 (+1%)  | 42 093 (+1%)  |
| - Sources : Rijksinstituut voor Volksgezondheid en Milieu * Nombre total de cas : morts, guéris et malades ; augmentation journalière en pourcentage. † Nombre de morts. |                 |  |               |               |

## Statistiques

### Surmortalité régionale
Pour des raisons techniques, il est temporairement impossible d'afficher le graphique qui aurait dû être présenté ici.

Pour des raisons techniques, il est temporairement impossible d'afficher le graphique qui aurait dû être présenté ici.